# Ursulinertor

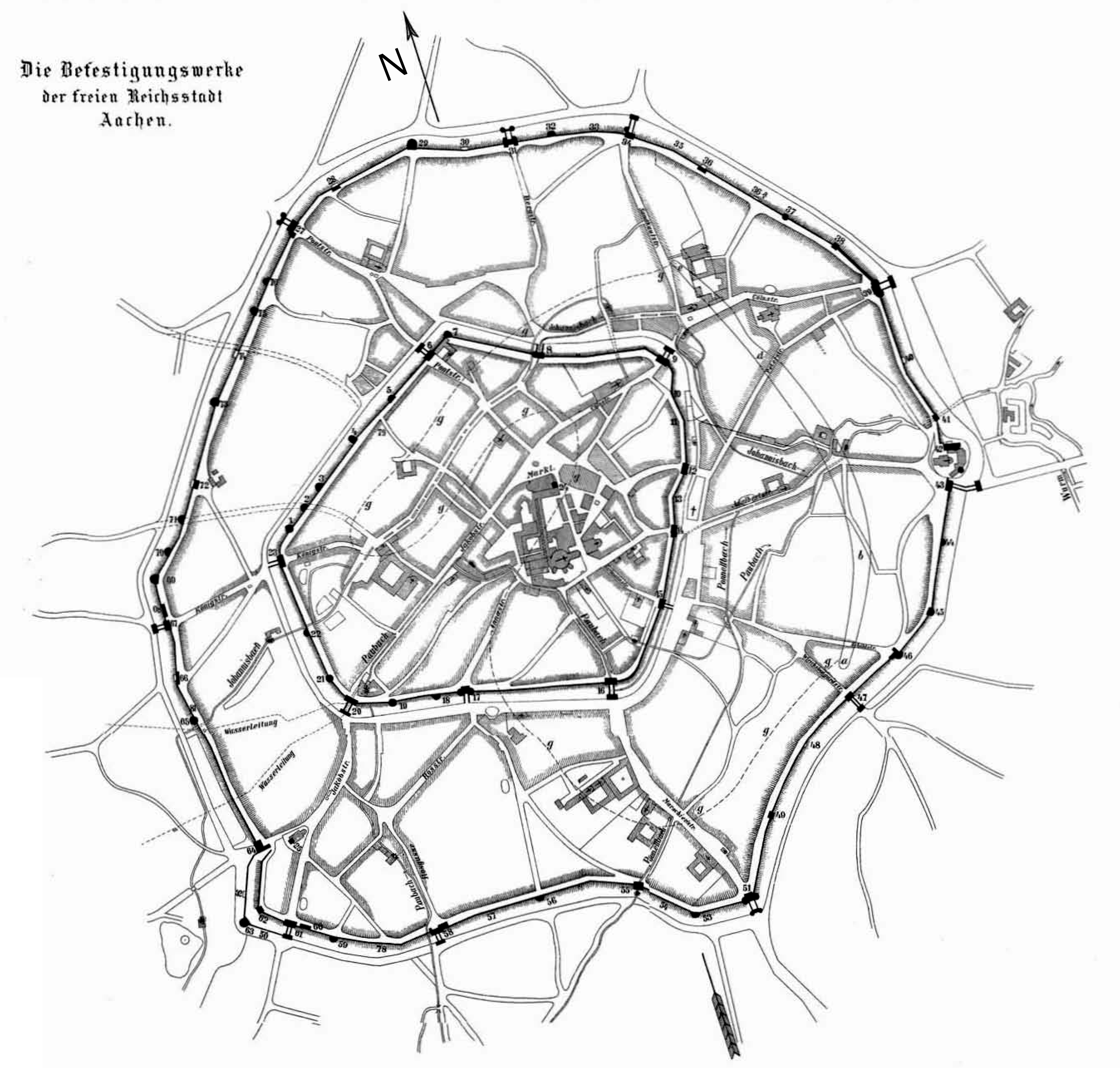
Overzicht van de vestingwerken in Aken. Nummer 14 is de Ursulinertor.

De Ursulinertor (ook Aldegundistor of Adalbertsmitteltor genoemd) was een stadspoort en maakte deel uit van de tussen 1171 en 1175 gebouwde binnenste stadsmuren van de Duitse stad Aken. De stadspoort bestaat niet meer.

## Locatie
In de binnenste ringmuur stond de Ursulinertor in het oostzuidoosten tussen de Besterdertor (in het noordoosten) en de Harduinstor (in het zuidwesten). Ze bevond zich ten noorden van de Elisenbrunnen, waar tegenwoordig de Ursulinerstraße, Holzgraben en Friedrich-Wilhelm-Platz liggen. De Ursulinertor had later als equivalent in de buitenste stadsmuren de Adalbertstor. De beide poorten staan aan de beide uiteinden van de Adalbertstraße.
In de Ursulinerstraße, die naar de Ursulinertor voerde, bevinden zich tegenwoordig nog restanten van een groot Romeins plein, die vermoedelijk van de beide thermengebouwen uit de Romeinse tijd zijn. Onder huisnummers 7 tot 9 werd er een stevig muurwerk gevonden. Dit is de achterwand van de arcaden die op het Hof gereconstrueerd zijn. Eventueel bevond zich hier ook een het administratieve centrum van de Romeinse nederzetting, het zogenaamde forum. De muur bleef behouden doordat zij in de kelder van een middeleeuws gebouw geïntegreerd was.

## Geschiedenis
De poort was onderdeel van de binnenste stadsmuren die op instigatie van Frederik I van Hohenstaufen tussen 1171 en 1175 gebouwd zijn. De poort werd in het midden van de 13e eeuw gebouwd. Bij de bouw van de Ursulinertor legde men de nadruk op de verbinding met het belangrijke Adalbertsstift.